# Крилоголовник оперений
{{#ifeq:0|0|{{#if:Pterocephalus plumosus|{{#if:|[[]}}|[[]]}}}}
Крилоголовник оперений (Pterocephalus plumosus) — вид квіткових рослин родини жимолостевих (Caprifoliaceae).

## Біоморфологічна характеристика
Це дворічна рослина 20–50 см заввишки, залозисто запушена. Нижні листки довгасті, городчасто-зубчасті або перисто-розсічені з великою яйцеподібно-ланцетною, зубчастою чи городчастою кінцевою часткою і дрібними, лінійно-ланцетними бічними частками; верхні листки перистороздільні. Квітки численні, в одиночних голівках, на подовжених м'яко-волосистих квітконосах. Віночок 5-надрізний, м'ясо-червоно-рожевий.

## Поширення
Єгипет, південь Європи, захід Азії.
В Україні вид росте на кам'янистих місцях — у Криму, переважно на ПБК, рідко